# WinDVD
WinDVD是由科亿尔数码科技開發的一種影片播放軟件，容許使用者在個人電腦上觀看DVD影片。如使用DVD Decrypter可把DVD後備檔存放在電腦硬碟中。使用者也可以用其他編碼來播放影片，例如DivX、XviD、WMV。自WinDVD 8開始更可支援Blu-Ray(需使用特定版本才可支援藍光光碟播放)。